# A Tua Cara Não Me É Estranha (3.ª edição)
A terceira edição de A Tua Cara Não Me É Estranha em Portugal estreou a 3 de fevereiro de 2013. É transmitido na TVI e produzido pela Endemol Portugal.

## Mecânica do Programa
Durante 11 galas, um grupo de oito concorrentes famosos deve procurar, semana após semana, imitar cantores reconhecidos da música nacional e internacional, sempre em busca da combinação perfeita entre voz, visual e postura em palco. Após todas as atuações, cada jurado deve atribuir uma pontuação diferente (seguindo uma escala de 4, 5, 6, 7, 8, 9, 10 ou 12 pontos) a cada concorrente, tendo em conta a qualidade das suas atuações. Terminada a votação do júri, os pontos obtidos por cada concorrente são convertidos em pontos mediante a escala já referida. Seguidamente, cada concorrente é dotado da atribuição de 5 pontos a um colega à sua escolha. Finalmente, são divulgados os valores percentuais da votação do público por via telefónica, que serão convertidos em pontos. O concorrente que, findas todas estas etapas, obtiver a maior soma de pontos, é anunciado vencedor da gala e recebe 1000€ para atribuir a uma associação de solidariedade à sua escolha. O vencedor pode, no entanto, oferecer o prémio a um colega concorrente para que este o possa atribuir a uma associação por si escolhida.
Ao longo de todas as galas, são somados os pontos que cada concorrente recolhe pelas suas interpretações, para que numa penúltima gala, apenas os 4 concorrentes mais pontuados sejam apurados para a Grande Final.
No final de cada gala, são atribuídos aleatoriamente novos músicos aos concorrentes, para que durante a semana seguinte estes se possam empenhar na sua imitação (à exceção da última gala antes da grande final: os 4 finalistas devem escolher a cara que querem interpretar).
Em cada gala existe pelo menos um convidado especial que, apesar de não estar em concurso, aceita o convite de imitar um(a) cantor(a) à sua escolha.

## Júri
| Jurado              | Idade   | Ocupação                  |
| ------------------- | ------- | ------------------------- |
| Luís Jardim         | 58 anos | Músico / Produtor Musical |
| Fernanda Serrano    | 39 anos | Atriz                     |
| José Carlos Pereira | 34 anos | Ator / Cantor             |
| António Sala        | 64 anos | Cantor / Locutor          |

## Concorrentes
| Concorrente       | Idade   | Ocupação                 | Gala(s) em que venceu | Gala(s) em último lugar | Resultado     |
| ----------------- | ------- | ------------------------ | --------------------- | ----------------------- | ------------- |
| Wanda Stuart      | 44 anos | Atriz / Cantora          | 4ª, 9ª                | —                       | Vencedora     |
| Ricardo de Sá     | 24 anos | Ator / Cantor            | 2ª, 3ª                | —                       | 2º Lugar      |
| Francisco Menezes | 39 anos | Humorista / Apresentador | 5ª, 7ª, 8ª, 10ª       | —                       | 3º Lugar      |
| Inês Santos       | 34 anos | Cantora                  | 1ª                    | —                       | 4º Lugar      |
| Diana Monteiro    | 29 anos | Atriz / Cantora          | 6ª                    | —                       | Semifinalista |
| Nicolau Breyner   | 72 anos | Ator / Apresentador      | —                     | 8ª                      | Semifinalista |
| Ruth Marlene      | 34 anos | Cantora                  | —                     | 2ª, 7ª, 9ª              | Semifinalista |
| João Didelet      | 48 anos | Ator                     | —                     | 1ª, 3ª, 4ª, 5ª, 6ª, 10ª | Semifinalista |

## Resultados
| Vencedor da Gala | Último Classificado da Gala | Último Classificado, por ausência, da Gala | Venceu a gala, mas ofereceu o prémio para um colega doar | Foi-lhe oferecido o prémio para doar pelo Vencedor da Gala |

|                   | Galas      |            |            |            |            |            |            |            |            |            |            |            |            |            |
|                   | 1ª         | 2ª         | 3ª         | 4ª         | 5ª         | 6ª         | 7ª         | 8ª         | 9ª         | 10ª        | Total      | Final      |            |            |
| Concorrente       | Resultados | Resultados | Resultados | Resultados | Resultados | Resultados | Resultados | Resultados | Resultados | Resultados | Resultados | Resultados | Resultados | Resultados |
| Wanda Stuart      | 6º Lugar   | 3º Lugar   | 6º Lugar   | Vencedora  | 3º Lugar   | 4º Lugar   | 3º Lugar   | 3º Lugar   | Vencedora  | 5º Lugar   | Finalista  | 1º Lugar   |            |            |
| Ricardo de Sá     | 2º Lugar   | Vencedor   | Vencedor   | 4º Lugar   | 6º Lugar   | 6º Lugar   | 5º Lugar   | 2º Lugar   | 3º Lugar   | 4º Lugar   | Finalista  | 2º Lugar   |            |            |
| Francisco Menezes | 3º Lugar   | 5º Lugar   | 2º Lugar   | 2º Lugar   | Vencedor   | 3º Lugar   | Vencedor   | Vencedor   | 2º Lugar   | Vencedor   | Finalista  | 3º Lugar   |            |            |
| Inês Santos       | Vencedora  | 4º Lugar   | 5º Lugar   | 3º Lugar   | 4º Lugar   | 2º Lugar   | 2º Lugar   | 4º Lugar   | 4º Lugar   | 2º Lugar   | Finalista  | 4º Lugar   |            |            |
| Diana Monteiro    | 4º Lugar   | 2º Lugar   | 4º Lugar   | 5º Lugar   | 2º Lugar   | Vencedora  | 4º Lugar   | 5º Lugar   | 7º Lugar   | 3º Lugar   | Eliminada  | Eliminada  |            |            |
| Nicolau Breyner   | 5º Lugar   | 6º Lugar   | 3º Lugar   | 7º Lugar   | 5º Lugar   | 7º Lugar   | 6º Lugar   | 8º Lugar   | 5º Lugar   | 6º Lugar   | Eliminado  | Eliminado  |            |            |
| Ruth Marlene      | 7º Lugar   | 8º Lugar   | 7º Lugar   | 6º Lugar   | 7º Lugar   | 5º Lugar   | 8º Lugar   | 7º Lugar   | 8º Lugar   | 7º Lugar   | Eliminada  | Eliminada  |            |            |
| João Didelet      | 8º Lugar   | 7º Lugar   | 8º Lugar   | 8º Lugar   | 8º Lugar   | 8º Lugar   | 7º Lugar   | 6º Lugar   | 6º Lugar   | 8º Lugar   | Eliminado  | Eliminado  |            |            |

## Galas

### 1ª Gala (3 de fevereiro de 2013)
A 1ª Gala de "A Tua Cara Não Me É Estranha 3" ocorreu no dia 3 de fevereiro de 2013. A gala iniciou com uma atuação de alguns concorrentes das edições anteriores de "A Tua Cara não me é Estranha". De seguida, procedeu-se às atuações dos concorrentes. É de reparar que as linhas telefónicas para votação estão abertas desde o início do programa. Após a atuação de 7 dos 8 concorrentes, brilhou a convidada especial Maria João Bastos. Logo após tal acontecer atuou o último concorrente; seguidamente atuou o convidado especial Herman José e procedeu-se à votação por parte dos jurados e dos colegas. Posteriormente, foram divulgados os resultados do voto popular e acrescentaram-se estes valores aos já obtidos por parte do júri e dos colegas. Verificou-se então que, indiscutivelmente, a vencedora foi Inês Santos.
| Concorrente       | Cantor(a) imitado(a)     | Música                 | Resultado Final   |
| ----------------- | ------------------------ | ---------------------- | ----------------- |
| Inês Santos       | Maria Callas             | "O Mio Babbino Caro"   | Vencedora da Gala |
| Ricardo de Sá     | New Max (Expensive Soul) | "O Amor é Mágico"      | 2º Lugar          |
| Francisco Menezes | Jon Bon Jovi             | "Always"               | 3º Lugar          |
| Diana Monteiro    | Rihanna                  | "Diamonds"             | 4º Lugar          |
| Nicolau Breyner   | Julio Iglesias           | "Hey!"                 | 5º Lugar          |
| Wanda Stuart      | Ney Matogrosso           | "Homem com H"          | 6º Lugar          |
| Ruth Marlene      | Iei-Or (Da Vinci)        | "Conquistador"         | 7º Lugar          |
| João Didelet      | Joe Cocker               | "You Are So Beautiful" | 8º Lugar          |

Outras Atuações
| Intérprete        | Cantor(a) imitado(a) | Música                |
| ----------------- | -------------------- | --------------------- |
| Ex-concorrentes   | -                    | "Celebration"         |
| Herman José       | Dino Meira           | "Medley"              |
| Maria João Bastos | Liliane Marise       | "Pancadinhas de Amor" |

Tabela de Pontuação
| Concorrente | Pontos do Júri + Colegas | Pontos do Júri + Colegas | Pontos do Júri + Colegas | Pontos do Júri + Colegas | Pontos do Júri + Colegas | Pontos do Júri + Colegas | Conversão 0 - 12 pontos | Pontos do Público | Total |
| Concorrente | António                  | José                     | Fernanda                 | Luís                     | Colegas                  | Total                    | Conversão 0 - 12 pontos | Pontos do Público | Total |
| ----------- | ------------------------ | ------------------------ | ------------------------ | ------------------------ | ------------------------ | ------------------------ | ----------------------- | ----------------- | ----- |
| Francisco   | 10                       | 10                       | 10                       | 10                       | 5                        | 45                       | 10                      | 7                 | 17    |
| Ricardo     | 9                        | 9                        | 8                        | 8                        | 5                        | 39                       | 9                       | 9                 | 18    |
| Diana       | 8                        | 8                        | 9                        | 9                        | 0                        | 34                       | 8                       | 8                 | 16    |
| Nicolau     | 5                        | 5                        | 6                        | 5                        | 0                        | 21                       | 4                       | 10                | 14    |
| Inês        | 12                       | 12                       | 12                       | 12                       | 25                       | 73                       | 12                      | 12                | 24    |
| Wanda       | 7                        | 7                        | 7                        | 7                        | 0                        | 28                       | 7                       | 6                 | 13    |
| João        | 4                        | 4                        | 5                        | 4                        | 5                        | 22                       | 5                       | 4                 | 9     |
| Ruth        | 6                        | 6                        | 4                        | 6                        | 0                        | 22                       | 6                       | 5                 | 11    |

### 2ª Gala (10 de fevereiro de 2013)
A 2ª Gala de "A Tua Cara Não Me É Estranha 3" ocorreu no dia 10 de fevereiro de 2013. Logo a seguir à abertura das linhas telefónicas para voto do público, atuou a convidada especial Dora. De seguida, procedeu-se às atuações dos concorrentes. Seguidamente, brilhou a convidada especial Carolina Deslandes. Finalizada esta atuação, procedeu-se à votação por parte dos jurados e dos colegas. De seguida, foram divulgados os resultados do voto popular e acrescentaram-se este valores aos já obtidos por parte do júri e dos colegas. Verificou-se então que, indiscutivelmente, o vencedor foi Ricardo de Sá.
| Concorrente       | Cantor(a) imitado(a)    | Música              | Resultado Final  |
| ----------------- | ----------------------- | ------------------- | ---------------- |
| Ricardo de Sá     | PSY                     | "Gangnam Style"     | Vencedor da Gala |
| Diana Monteiro    | Alicia Keys             | "Girl on Fire"      | 2º Lugar         |
| Wanda Stuart      | Lana Del Rey            | "Videogames"        | 3º Lugar         |
| Inês Santos       | Kelly Clarkson          | "Because of You"    | 4º Lugar         |
| Francisco Menezes | Freddie Mercury (Queen) | "Don't Stop Me Now" | 5º Lugar         |
| Nicolau Breyner   | Roberto Carlos          | "Emoções"           | 6º Lugar         |
| João Didelet      | Billy Gibbons (ZZ Top)  | "Sharp Dressed Man" | 7º Lugar         |
| Ruth Marlene      | José Cid                | "20 Anos"           | 8º Lugar         |

Outras Atuações
| Intérprete         | Cantor(a) imitado(a) | Música           |
| ------------------ | -------------------- | ---------------- |
| Dora               | Daniela Mercury      | "Swing da Cor"   |
| Carolina Deslandes | Adele                | "Turning Tables" |

Tabela de Pontuação
| Concorrente | Pontos do Júri + Colegas | Pontos do Júri + Colegas | Pontos do Júri + Colegas | Pontos do Júri + Colegas | Pontos do Júri + Colegas | Pontos do Júri + Colegas | Conversão 0 - 12 pontos | Pontos do Público | Total | Total Contínuo |
| Concorrente | António                  | José                     | Fernanda                 | Luís                     | Colegas                  | Total                    | Conversão 0 - 12 pontos | Pontos do Público | Total | Total Contínuo |
| ----------- | ------------------------ | ------------------------ | ------------------------ | ------------------------ | ------------------------ | ------------------------ | ----------------------- | ----------------- | ----- | -------------- |
| Francisco   | 10                       | 10                       | 12                       | 10                       | —                        | 42                       | 9                       | 7                 | 16    | 33             |
| Ricardo     | 7                        | 7                        | 6                        | 7                        | 5                        | 32                       | 7                       | 12                | 19    | 37             |
| Diana       | 12                       | 12                       | 10                       | 12                       | —                        | 46                       | 10                      | 8                 | 18    | 34             |
| Nicolau     | 6                        | 6                        | 8                        | 8                        | —                        | 28                       | 5                       | 9                 | 14    | 28             |
| Inês        | 8                        | 8                        | 9                        | 6                        | —                        | 31                       | 6                       | 10                | 16    | 40             |
| Wanda       | 9                        | 9                        | 7                        | 9                        | 20                       | 54                       | 12                      | 6                 | 18    | 31             |
| João        | 5                        | 5                        | 5                        | 4                        | 15                       | 34                       | 8                       | 5                 | 13    | 22             |
| Ruth        | 4                        | 4                        | 4                        | 5                        | —                        | 17                       | 4                       | 4                 | 8     | 19             |

### 3ª Gala (17 de fevereiro de 2013)
A 3ª Gala de "A Tua Cara Não Me É Estranha 3" ocorreu no dia 17 de fevereiro de 2013. Logo a seguir à abertura das linhas telefónicas para voto do público, atuaram os convidados especiais Mico da Câmara Pereira & Manuel Melo. De seguida, procedeu-se às atuações dos concorrentes. Seguidamente, brilhou o convidado especial Francisco Mendes. Finalizada esta atuação, procedeu-se à votação por parte dos jurados e dos colegas. De seguida, foram divulgados os resultados do voto popular e acrescentaram-se este valores aos já obtidos por parte do júri e dos colegas. Verificou-se então um empate entre Francisco Menezes e Ricardo de Sá. Porém, como é o voto do público que predomina, o vencedor foi Ricardo de Sá.
| Concorrente       | Cantor(a) imitado(a)        | Música                             | Resultado Final  |
| ----------------- | --------------------------- | ---------------------------------- | ---------------- |
| Ricardo de Sá     | Ritchie Valens              | "La Bamba"                         | Vencedor da Gala |
| Francisco Menezes | Shakira                     | "Waka Waka (This Time for Africa)" | 2º Lugar         |
| Nicolau Breyner   | Charles Aznavour            | "For Me Formidable"                | 3º Lugar         |
| Diana Monteiro    | Linda Perry (4 Non Blondes) | "What's Up?"                       | 4º Lugar         |
| Inês Santos       | Whitney Houston             | "One Moment In Time"               | 5º Lugar         |
| Wanda Stuart      | Kylie Minogue               | "Can't Get You Out Of My Head"     | 6º Lugar         |
| Ruth Marlene      | Cândida Branca Flor         | "Olh'ó Balão"                      | 7º Lugar         |
| João Didelet      | Miguel Araújo               | "Os Maridos das Outras"            | 8º Lugar         |

Outras Atuações
| Intérprete                           | Cantor(a) imitado(a) | Música                         |
| ------------------------------------ | -------------------- | ------------------------------ |
| Mico da Câmara Pereira & Manuel Melo | João Lucas & Marcelo | "Eu Quero Tchu, Eu Quero Tcha" |
| Francisco Mendes                     | Kiss                 | "I Was Made For Lovin' You"    |

Tabela de Pontuação
| Concorrente | Pontos do Júri + Colegas | Pontos do Júri + Colegas | Pontos do Júri + Colegas | Pontos do Júri + Colegas | Pontos do Júri + Colegas | Pontos do Júri + Colegas | Conversão 0 - 12 pontos | Pontos do Público | Total | Total Contínuo |
| Concorrente | António                  | José                     | Fernanda                 | Luís                     | Colegas                  | Total                    | Conversão 0 - 12 pontos | Pontos do Público | Total | Total Contínuo |
| ----------- | ------------------------ | ------------------------ | ------------------------ | ------------------------ | ------------------------ | ------------------------ | ----------------------- | ----------------- | ----- | -------------- |
| Francisco   | 12                       | 12                       | 10                       | 10                       | 5                        | 49                       | 12                      | 8                 | 20    | 53             |
| Ricardo     | 8                        | 9                        | 9                        | 9                        | —                        | 35                       | 8                       | 12                | 20    | 57             |
| Diana       | 10                       | 7                        | 5                        | 6                        | 15                       | 43                       | 9                       | 7                 | 16    | 50             |
| Nicolau     | 9                        | 10                       | 12                       | 12                       | 5                        | 48                       | 10                      | 9                 | 19    | 47             |
| Inês        | 7                        | 6                        | 6                        | 5                        | —                        | 24                       | 4                       | 10                | 14    | 54             |
| Wanda       | 6                        | 8                        | 7                        | 8                        | 5                        | 34                       | 7                       | 6                 | 13    | 44             |
| João        | 5                        | 5                        | 8                        | 7                        | —                        | 25                       | 5                       | 4                 | 9     | 31             |
| Ruth        | 4                        | 4                        | 4                        | 4                        | 10                       | 26                       | 6                       | 5                 | 11    | 30             |

### 4ª Gala (24 de fevereiro de 2013)
A 4ª Gala de "A Tua Cara Não Me É Estranha 3" ocorreu no dia 24 de fevereiro de 2013. Antes da  abertura das linhas telefónicas para voto do público, atuou a convidada especial Adriana Lua. De seguida, procedeu-se às atuações dos concorrentes. Seguidamente, brilharam as convidadas especiais, ex-concorrentes da Casa dos Segredos: Vera (SS1), Daniela P (SS2), Sandra, Vanessa e Jéssica (SS3). Finalizada esta atuação, procedeu-se à votação por parte dos jurados e dos colegas. De seguida, foram divulgados os resultados do voto popular e acrescentaram-se este valores aos já obtidos por parte do júri e dos colegas. Verificou-se então que, indiscutivelmente, a vencedora foi Wanda Stuart.
| Concorrente       | Cantor(a) imitado(a)       | Música                 | Resultado Final   |
| ----------------- | -------------------------- | ---------------------- | ----------------- |
| Wanda Stuart      | Shirley Bassey             | "This Is My Life"      | Vencedora da Gala |
| Francisco Menezes | Luciano Pavarotti          | "Nessun Dorma"         | 2º Lugar          |
| Inês Santos       | Maria da Graça             | "Camisa Amarela"       | 3º Lugar          |
| Ricardo de Sá     | Anastacia                  | "Left Outside Alone"   | 4º Lugar          |
| Diana Monteiro    | Katy Perry                 | "Hot n Cold"           | 5º Lugar          |
| Ruth Marlene      | Britney Spears             | "(You Drive Me) Crazy" | 6º Lugar          |
| Nicolau Breyner   | Willie Nelson              | "Crazy"                | 7º Lugar          |
| João Didelet      | José Carlos (Chave d'Ouro) | "O Pai da Criança"     | 8º Lugar          |

Outras Atuações
| Intérprete                        | Cantor(a) imitado(a) | Música                         |
| --------------------------------- | -------------------- | ------------------------------ |
| Adriana Lua                       | Ivete Sangalo        | "Sorte Grande"                 |
| Ex-concorrentes Casa dos Segredos | Pussycat Dolls       | "Jai Ho! (You Are My Destiny)" |

Tabela de Pontuação
| Concorrente | Pontos do Júri + Colegas | Pontos do Júri + Colegas | Pontos do Júri + Colegas | Pontos do Júri + Colegas | Pontos do Júri + Colegas | Pontos do Júri + Colegas | Conversão 0 - 12 pontos | Pontos do Público | Total | Total Contínuo |
| Concorrente | António                  | José                     | Fernanda                 | Luís                     | Colegas                  | Total                    | Conversão 0 - 12 pontos | Pontos do Público | Total | Total Contínuo |
| ----------- | ------------------------ | ------------------------ | ------------------------ | ------------------------ | ------------------------ | ------------------------ | ----------------------- | ----------------- | ----- | -------------- |
| Francisco   | 10                       | 10                       | 10                       | 10                       | 10                       | 50                       | 10                      | 10                | 20    | 73             |
| Ricardo     | 6                        | 6                        | 8                        | 6                        | —                        | 26                       | 6                       | 8                 | 14    | 71             |
| Diana       | 8                        | 8                        | 5                        | 8                        | —                        | 29                       | 7                       | 6                 | 13    | 63             |
| Nicolau     | 4                        | 4                        | 4                        | 4                        | —                        | 16                       | 4                       | 7                 | 11    | 58             |
| Inês        | 9                        | 9                        | 9                        | 9                        | —                        | 36                       | 9                       | 9                 | 18    | 72             |
| Wanda       | 12                       | 12                       | 12                       | 12                       | 25                       | 73                       | 12                      | 12                | 24    | 68             |
| João        | 5                        | 5                        | 6                        | 5                        | —                        | 21                       | 5                       | 5                 | 10    | 41             |
| Ruth        | 7                        | 7                        | 7                        | 7                        | 5                        | 33                       | 8                       | 4                 | 12    | 42             |

### 5ª Gala (3 de março de 2013)
A 5ª Gala de "A Tua Cara Não Me É Estranha 3" ocorreu no dia 3 de fevereiro de 2013. Logo no início do programa, foram abertas as linhas telefónicas para voto do público. De seguida, procedeu-se às atuações dos concorrentes. Após a atuação de 7 dos 8 concorrentes, brilhou o convidado especial João Paulo Rodrigues. Logo após tal acontecer atuou o último concorrente; seguidamente atuou o convidado especial André Nunes e procedeu-se à votação por parte dos jurados e dos colegas. Posteriormente, foram divulgados os resultados do voto popular e acrescentaram-se estes valores aos já obtidos por parte do júri e dos colegas. Verificou-se então que, indiscutivelmente, o vencedor foi Francisco Menezes.
| Concorrente       | Cantor(a) imitado(a)             | Música                            | Resultado Final  |
| ----------------- | -------------------------------- | --------------------------------- | ---------------- |
| Francisco Menezes | Bruce Springsteen                | "Dancing In The Dark"             | Vencedor da Gala |
| Diana Monteiro    | Beyoncé                          | "Crazy in Love"                   | 2º Lugar         |
| Wanda Stuart      | Annie Lennox (Eurythmics)        | "Sweet Dreams (Are Made of This)" | 3º Lugar         |
| Inês Santos       | Robert Smith (The Cure)          | "Friday I'm In Love"              | 4º Lugar         |
| Nicolau Breyner   | Paulo Gonzo                      | "Sei-te de Cor"                   | 5º Lugar         |
| Ricardo de Sá     | Usher                            | "Without You"                     | 6º Lugar         |
| Ruth Marlene      | Olavo Bilac (Santos & Pecadores) | "Não Voltarei a Ser Fiel"         | 7º Lugar         |
| João Didelet      | Maria José Valério               | "A Menina dos Telefones"          | 8º Lugar         |

Outras Atuações
| Intérprete           | Cantor(a) imitado(a) | Música                 |
| -------------------- | -------------------- | ---------------------- |
| João Paulo Rodrigues | Little Richard       | "Tutti Frutti"         |
| André Nunes          | Pedro Abrunhosa      | "Tudo o Que Eu te Dou" |

Tabela de Pontuação
| Concorrente | Pontos do Júri + Colegas | Pontos do Júri + Colegas | Pontos do Júri + Colegas | Pontos do Júri + Colegas | Pontos do Júri + Colegas | Pontos do Júri + Colegas | Conversão 0 - 12 pontos | Pontos do Público | Total | Total Contínuo |
| Concorrente | António                  | José                     | Fernanda                 | Luís                     | Colegas                  | Total                    | Conversão 0 - 12 pontos | Pontos do Público | Total | Total Contínuo |
| ----------- | ------------------------ | ------------------------ | ------------------------ | ------------------------ | ------------------------ | ------------------------ | ----------------------- | ----------------- | ----- | -------------- |
| Francisco   | 12                       | 12                       | 9                        | 9                        | 20                       | 62                       | 12                      | 12                | 24    | 97             |
| Ricardo     | 4                        | 4                        | 4                        | 4                        | —                        | 16                       | 4                       | 7                 | 11    | 82             |
| Diana       | 9                        | 9                        | 6                        | 7                        | 10                       | 41                       | 10                      | 9                 | 19    | 82             |
| Nicolau     | 6                        | 6                        | 7                        | 6                        | —                        | 25                       | 6                       | 6                 | 12    | 70             |
| Inês        | 8                        | 8                        | 12                       | 12                       | —                        | 40                       | 9                       | 8                 | 17    | 89             |
| Wanda       | 10                       | 10                       | 10                       | 10                       | —                        | 40                       | 8                       | 10                | 18    | 86             |
| João        | 5                        | 5                        | 5                        | 5                        | 5                        | 25                       | 5                       | 5                 | 10    | 51             |
| Ruth        | 7                        | 7                        | 8                        | 8                        | 5                        | 35                       | 7                       | 4                 | 11    | 53             |

### 6ª Gala (10 de março de 2013)
A 6ª Gala de "A Tua Cara Não Me É Estranha 3" ocorreu no dia 10 de março de 2013. Antes da  abertura das linhas telefónicas para voto do público, atuaram as convidadas especiais Catarina Gouveia & Inês Curado. De seguida, procedeu-se às atuações dos concorrentes. Após a atuação de 7 dos 8 concorrentes, brilhou a convidada especial Marisa Cruz. Logo após tal acontecer atuou o último concorrente; seguidamente atuou a convidada especial Mónica Sintra e procedeu-se à votação por parte dos jurados e dos colegas. Posteriormente, foram divulgados os resultados do voto popular e acrescentaram-se estes valores aos já obtidos por parte do júri e dos colegas. Verificou-se então que, indiscutivelmente, a vencedora foi Diana Monteiro.
| Concorrente       | Cantor(a) imitado(a)   | Música                                    | Resultado Final   |
| ----------------- | ---------------------- | ----------------------------------------- | ----------------- |
| Diana Monteiro    | Aretha Franklin        | "(You Make Me Feel Like) A Natural Woman" | Vencedora da Gala |
| Inês Santos       | Susan Boyle            | "I Dreamed a Dream"                       | 2º Lugar          |
| Francisco Menezes | Amália Rodrigues       | "Ai Mouraria"                             | 3º Lugar          |
| Wanda Stuart      | Björk                  | "It's Oh, So Quiet"                       | 4º Lugar          |
| Ruth Marlene      | Madonna                | "Like a Prayer"                           | 5º Lugar          |
| Ricardo de Sá     | Bruno Mars             | "Locked Out of Heaven"                    | 6º Lugar          |
| Nicolau Breyner   | Luis Miguel            | "Sabor a Mí"                              | 7º Lugar          |
| João Didelet      | Tim (Xutos & Pontapés) | "À Minha Maneira"                         | 8º Lugar          |

Outras Atuações
| Intérprete                     | Cantor(a) imitado(a) | Música                    |
| ------------------------------ | -------------------- | ------------------------- |
| Catarina Gouveia & Inês Curado | Beyoncé & Shakira    | "Beautiful Liar"          |
| Marisa Cruz                    | Marilyn Monroe       | "I wanna be loved by you" |
| Mónica Sintra                  | Irene Cara           | "Fame"                    |

Tabela de Pontuação
| Concorrente | Pontos do Júri + Colegas | Pontos do Júri + Colegas | Pontos do Júri + Colegas | Pontos do Júri + Colegas | Pontos do Júri + Colegas | Pontos do Júri + Colegas | Conversão 0 - 12 pontos | Pontos do Público | Total | Total Contínuo |
| Concorrente | António                  | José                     | Fernanda                 | Luís                     | Colegas                  | Total                    | Conversão 0 - 12 pontos | Pontos do Público | Total | Total Contínuo |
| ----------- | ------------------------ | ------------------------ | ------------------------ | ------------------------ | ------------------------ | ------------------------ | ----------------------- | ----------------- | ----- | -------------- |
| Francisco   | 6                        | 7                        | 7                        | 8                        | —                        | 28                       | 7                       | 10                | 17    | 114            |
| Ricardo     | 8                        | 6                        | 6                        | 6                        | —                        | 26                       | 6                       | 8                 | 14    | 96             |
| Diana       | 10                       | 12                       | 9                        | 7                        | 20                       | 58                       | 12                      | 9                 | 21    | 103            |
| Nicolau     | 5                        | 5                        | 5                        | 5                        | —                        | 20                       | 5                       | 6                 | 11    | 81             |
| Inês        | 7                        | 9                        | 10                       | 10                       | —                        | 36                       | 8                       | 12                | 20    | 109            |
| Wanda       | 12                       | 10                       | 12                       | 12                       | —                        | 46                       | 9                       | 7                 | 16    | 102            |
| João        | 4                        | 4                        | 4                        | 4                        | —                        | 16                       | 4                       | 4                 | 8     | 59             |
| Ruth        | 9                        | 8                        | 8                        | 9                        | 20                       | 54                       | 10                      | 5                 | 15    | 68             |

### 7ª Gala (17 de março de 2013)
| Concorrente       | Cantor(a) imitado(a)         | Música                        | Resultado Final  |
| ----------------- | ---------------------------- | ----------------------------- | ---------------- |
| Francisco Menezes | Rod Stewart                  | "Young Turks"                 | Vencedor da Gala |
| Inês Santos       | Teresa Salgueiro (Madredeus) | "O Pastor"                    | 2º Lugar         |
| Wanda Stuart      | Diana Ross                   | "Chain Reaction"              | 3º Lugar         |
| Diana Monteiro    | Joss Stone                   | "Right To Be Wrong"           | 4º Lugar         |
| Nicolau Breyner   | Nat King Cole                | "Autumn Leaves"               | 5º Lugar         |
| Ricardo de Sá     | Joan Jett                    | "I Love Rock N' Roll"         | 6º Lugar         |
| João Didelet      | AC/DC                        | "You Shook Me All Night Long" | 7º Lugar         |
| Ruth Marlene      | Marisa Monte                 | "Amor I Love You"             | 8º Lugar         |

Outras Atuações
| Intérprete                    | Cantor(a) imitado(a)            | Música                |
| ----------------------------- | ------------------------------- | --------------------- |
| Ricardo Soler & Vanessa Silva | Michael Jackson & Janet Jackson | "Scream"              |
| Irmãos Verdades               | Duo Ouro Negro                  | "Vou Levar-te Comigo" |

Tabela de Pontuação
| Concorrente | Pontos do Júri + Colegas | Pontos do Júri + Colegas | Pontos do Júri + Colegas | Pontos do Júri + Colegas | Pontos do Júri + Colegas | Pontos do Júri + Colegas | Conversão 0 - 12 pontos | Pontos do Público | Total | Total Contínuo |
| Concorrente | António                  | José                     | Fernanda                 | Luís                     | Colegas                  | Total                    | Conversão 0 - 12 pontos | Pontos do Público | Total | Total Contínuo |
| ----------- | ------------------------ | ------------------------ | ------------------------ | ------------------------ | ------------------------ | ------------------------ | ----------------------- | ----------------- | ----- | -------------- |
| Francisco   | 12                       | 12                       | 12                       | 12                       | 5                        | 53                       | 12                      | 12                | 24    | 138            |
| Ricardo     | 5                        | 5                        | 5                        | 5                        | 5                        | 25                       | 5                       | 9                 | 14    | 110            |
| Diana       | 8                        | 8                        | 8                        | 9                        | —                        | 33                       | 7                       | 8                 | 15    | 118            |
| Nicolau     | 6                        | 7                        | 7                        | 8                        | 15                       | 43                       | 9                       | 6                 | 15    | 96             |
| Inês        | 9                        | 10                       | 9                        | 6                        | —                        | 34                       | 8                       | 10                | 18    | 127            |
| Wanda       | 10                       | 9                        | 10                       | 10                       | 5                        | 44                       | 10                      | 7                 | 17    | 119            |
| João        | 7                        | 4                        | 4                        | 7                        | 10                       | 32                       | 6                       | 5                 | 11    | 70             |
| Ruth        | 4                        | 6                        | 6                        | 4                        | —                        | 20                       | 4                       | 4                 | 8     | 76             |

### 8ª Gala (24 de março de 2013)
| Concorrente       | Cantor(a) imitado(a)            | Música                        | Resultado Final  |
| ----------------- | ------------------------------- | ----------------------------- | ---------------- |
| Francisco Menezes | Lou Gramm (Foreigner)           | "I Want To Know What Love Is" | Vencedor da Gala |
| Ricardo de Sá     | Caleb Followill (Kings of Leon) | "Use Somebody"                | 2º Lugar         |
| Wanda Stuart      | Cher                            | "Strong Enough"               | 3º Lugar         |
| Inês Santos       | Amy Winehouse                   | "Rehab"                       | 4º Lugar         |
| Diana Monteiro    | Mariza                          | "Rosa Branca"                 | 5º Lugar         |
| João Didelet      | Eddy Grant                      | "Gimme Hope, Joanna"          | 6º Lugar         |
| Ruth Marlene      | Laura Pausini                   | "Strani Amori"                | 7º Lugar         |
| Nicolau Breyner   | Carlos Mendes                   | "Amélia dos Olhos Doces"      | 8º Lugar         |

Outras Atuações
| Intérprete                   | Cantor(a) imitado(a)           | Música                        |
| ---------------------------- | ------------------------------ | ----------------------------- |
| Rui Andrade & Paula Teixeira | George Michael & Mary J. Blige | "As"                          |
| Nuno Homem de Sá             | Bono (U2)                      | "Pride (In The Name Of Love)" |

Tabela de Pontuação
| Concorrente | Pontos do Júri + Colegas | Pontos do Júri + Colegas | Pontos do Júri + Colegas | Pontos do Júri + Colegas | Pontos do Júri + Colegas | Pontos do Júri + Colegas | Conversão 0 - 12 pontos | Pontos do Público | Total | Total Contínuo |
| Concorrente | António                  | José                     | Fernanda                 | Luís                     | Colegas                  | Total                    | Conversão 0 - 12 pontos | Pontos do Público | Total | Total Contínuo |
| ----------- | ------------------------ | ------------------------ | ------------------------ | ------------------------ | ------------------------ | ------------------------ | ----------------------- | ----------------- | ----- | -------------- |
| Francisco   | 12                       | 12                       | 12                       | 10                       | 15                       | 61                       | 12                      | 12                | 24    | 162            |
| Ricardo     | 10                       | 9                        | 10                       | 8                        | —                        | 37                       | 9                       | 10                | 19    | 129            |
| Diana       | 8                        | 10                       | 7                        | 7                        | 5                        | 37                       | 8                       | 6                 | 14    | 132            |
| Nicolau     | 4                        | 4                        | 4                        | 6                        | —                        | 18                       | 4                       | 5                 | 9     | 105            |
| Inês        | 5                        | 6                        | 6                        | 5                        | —                        | 22                       | 6                       | 8                 | 14    | 141            |
| Wanda       | 9                        | 8                        | 9                        | 12                       | 15                       | 53                       | 10                      | 9                 | 19    | 138            |
| João        | 6                        | 5                        | 5                        | 4                        | —                        | 20                       | 5                       | 7                 | 12    | 82             |
| Ruth        | 7                        | 7                        | 8                        | 9                        | 5                        | 36                       | 7                       | 4                 | 11    | 87             |

### 9ª Gala (31 de março de 2013)
| Concorrente       | Cantor(a) imitado(a)    | Música                       | Resultado Final   |
| ----------------- | ----------------------- | ---------------------------- | ----------------- |
| Wanda Stuart      | Edith Piaf              | "Milord"                     | Vencedora da Gala |
| Francisco Menezes | Marvin Gaye             | "Let's Get it On"            | 2º Lugar          |
| Ricardo de Sá     | Jimi Jamison (Survivor) | "Eye of The Tiger"           | 3º Lugar          |
| Inês Santos       | Ana Malhoa              | "Sube La Temperatura"        | 4º Lugar          |
| Nicolau Breyner   | Tony Bennett            | "For Once In My Life"        | 5º Lugar          |
| João Didelet      | King Africa             | "La Bomba"                   | 6º Lugar          |
| Diana Monteiro    | Elvis Presley           | "Can't Help Falling In Love" | 7º Lugar          |
| Ruth Marlene      | Dina                    | "Amor d'Água Fresca"         | 8º Lugar          |

Outras Atuações
| Intérprete                      | Cantor(a) imitado(a)            | Música              |
| ------------------------------- | ------------------------------- | ------------------- |
| Edmundo Vieira & Diana Piedade  | Maroon 5 ft. Christina Aguilera | "Moves Like Jagger" |
| Heitor Lourenço & Melânia Gomes | Will.I.Am ft. Britney Spears    | "Scream and Shout"  |

Tabela de Pontuação
| Concorrente | Pontos do Júri + Colegas | Pontos do Júri + Colegas | Pontos do Júri + Colegas | Pontos do Júri + Colegas | Pontos do Júri + Colegas | Pontos do Júri + Colegas | Conversão 0 - 12 pontos | Pontos do Público | Total | Total Contínuo |
| Concorrente | António                  | José                     | Fernanda                 | Luís                     | Colegas                  | Total                    | Conversão 0 - 12 pontos | Pontos do Público | Total | Total Contínuo |
| ----------- | ------------------------ | ------------------------ | ------------------------ | ------------------------ | ------------------------ | ------------------------ | ----------------------- | ----------------- | ----- | -------------- |
| Francisco   | 10                       | 10                       | 10                       | 10                       | —                        | 40                       | 10                      | 10                | 20    | 182            |
| Ricardo     | 9                        | 9                        | 8                        | 9                        | 5                        | 40                       | 9                       | 9                 | 18    | 147            |
| Diana       | 5                        | 6                        | 7                        | 5                        | —                        | 23                       | 5                       | 6                 | 11    | 143            |
| Nicolau     | 6                        | 5                        | 4                        | 4                        | 10                       | 29                       | 7                       | 5                 | 12    | 117            |
| Inês        | 8                        | 8                        | 9                        | 8                        | —                        | 33                       | 8                       | 8                 | 16    | 157            |
| Wanda       | 12                       | 12                       | 12                       | 12                       | 25                       | 73                       | 12                      | 12                | 24    | 162            |
| João        | 4                        | 4                        | 6                        | 7                        | —                        | 21                       | 4                       | 7                 | 11    | 93             |
| Ruth        | 7                        | 7                        | 5                        | 6                        | —                        | 25                       | 6                       | 4                 | 10    | 97             |

### 10ª Gala (7 de abril de 2013)
| Concorrente       | Cantor(a) imitado(a)    | Música                          | Resultado Final  |
| ----------------- | ----------------------- | ------------------------------- | ---------------- |
| Francisco Menezes | Tina Turner             | "What's Love Got To Do With It" | Vencedor da Gala |
| Inês Santos       | Katherine Jenkins       | "Hallelujah"                    | 2º Lugar         |
| Diana Monteiro    | Lady Gaga               | "Marry The Night"               | 3º Lugar         |
| Ricardo de Sá     | Bryan Adams             | "Summer of '69"                 | 4º Lugar         |
| Wanda Stuart      | Alcione                 | "Não Deixe o Samba Morrer"      | 5º Lugar         |
| Nicolau Breyner   | Eros Ramazzotti         | "Un'altra te"                   | 6º Lugar         |
| Ruth Marlene      | Gwen Stefani (No Doubt) | "Don't Speak"                   | 7º Lugar         |
| João Didelet      | José Cid                | "Como o Macaco Gosta de Banana" | 8º Lugar         |

Outras Atuações
| Intérprete                         | Cantor(a) imitado(a) | Música                      |
| ---------------------------------- | -------------------- | --------------------------- |
| Maria Sampaio, Filipa Ruas & Kiara | Destiny's Child      | "Survivor"                  |
| Gabriela Barros                    | Olivia Newton-John   | "Hopelessly Devoted To You" |

Tabela de Pontuação
| Concorrente | Pontos do Júri + Colegas | Pontos do Júri + Colegas | Pontos do Júri + Colegas | Pontos do Júri + Colegas | Pontos do Júri + Colegas | Pontos do Júri + Colegas | Conversão 0 - 12 pontos | Pontos do Público | Total | Total Contínuo | Resultado Contínuo |
| Concorrente | António                  | José                     | Fernanda                 | Luís                     | Colegas                  | Total                    | Conversão 0 - 12 pontos | Pontos do Público | Total | Total Contínuo | Resultado Contínuo |
| ----------- | ------------------------ | ------------------------ | ------------------------ | ------------------------ | ------------------------ | ------------------------ | ----------------------- | ----------------- | ----- | -------------- | ------------------ |
| Francisco   | 12                       | 12                       | 12                       | 12                       | 25                       | 73                       | 12                      | 12                | 24    | 206            | Finalista          |
| Ricardo     | 6                        | 6                        | 6                        | 5                        | —                        | 23                       | 5                       | 10                | 15    | 162            | Finalista          |
| Diana       | 10                       | 10                       | 10                       | 10                       | 5                        | 45                       | 10                      | 8                 | 18    | 161            | Eliminada          |
| Nicolau     | 5                        | 5                        | 5                        | 6                        | 10                       | 31                       | 7                       | 6                 | 13    | 130            | Eliminado          |
| Inês        | 8                        | 9                        | 8                        | 9                        | —                        | 34                       | 9                       | 9                 | 18    | 175            | Finalista          |
| Wanda       | 9                        | 8                        | 9                        | 8                        | —                        | 34                       | 8                       | 7                 | 15    | 177            | Finalista          |
| João        | 4                        | 4                        | 4                        | 4                        | —                        | 16                       | 4                       | 4                 | 8     | 101            | Eliminado          |
| Ruth        | 7                        | 7                        | 7                        | 7                        | —                        | 28                       | 6                       | 5                 | 11    | 108            | Eliminada          |

### Final (14 de abril de 2013)
| Concorrente       | Cantor(a) imitado(a) | Música                | Resultado Final |
| ----------------- | -------------------- | --------------------- | --------------- |
| Wanda Stuart      | Lara Fabian          | "Caruso"              | Vencedora       |
| Ricardo de Sá     | R. Kelly             | "I Believe I Can Fly" | 2º Lugar        |
| Francisco Menezes | Stevie Wonder        | "Lately"              | 3º Lugar        |
| Inês Santos       | Dulce Pontes         | "Canção do Mar"       | 4º Lugar        |

Outras Atuações
| Intérprete                       | Cantor(es) imitado(s) / Banda imitada | Música               |
| -------------------------------- | ------------------------------------- | -------------------- |
| Vanessa Silva & Toy              | Jennifer Warnes & Joe Cocker          | "Up Where We Belong" |
| João Didelet & Ruth Marlene      | Gilberto Gil & Ivete Sangalo          | "Céu da Boca"        |
| Diana Monteiro & Nicolau Breyner | Nancy Sinatra & Frank Sinatra         | "Medley"             |
| FF & João Paulo Rodrigues        | Natalie Cole & Nat King Cole          | "Unforgettable"      |

Tabela de Pontuação
| Concorrente | Pontos do Júri | Pontos do Júri | Pontos do Júri | Pontos do Júri | Pontos do Júri | Conversão 0 - 12 pontos | Pontos do Público | Total |
| Concorrente | António        | José           | Fernanda       | Luís           | Total          | Conversão 0 - 12 pontos | Pontos do Público | Total |
| ----------- | -------------- | -------------- | -------------- | -------------- | -------------- | ----------------------- | ----------------- | ----- |
| Francisco   | 9              | 8              | 8              | 8              | 33             | 8                       | 10                | 18    |
| Ricardo     | 10             | 10             | 10             | 10             | 40             | 10                      | 9                 | 19    |
| Inês        | 8              | 9              | 9              | 9              | 35             | 9                       | 8                 | 17    |
| Wanda       | 12             | 12             | 12             | 12             | 48             | 12                      | 12                | 24    |

## Audiências
| Programa | Rating | Share | Notas                                                                                  |
| -------- | ------ | ----- | -------------------------------------------------------------------------------------- |
| 1ª Gala  | 17,3%  | 40,0% | O programa mais visto no horário em que foi transmitido e o programa mais visto do dia |
| 2ª Gala  | 17,4%  | 39,2% | O programa mais visto no horário e o programa mais visto do dia                        |
| 3ª Gala  | 15,6%  | 37,1% | O programa mais visto no horário e o segundo programa mais visto do dia                |
| 4ª Gala  | 15,3%  | 36,8% | O programa mais visto no horário e o segundo programa mais visto do dia                |
| 5ª Gala  | 15,3%  | 37,5% | O programa mais visto no horário e o segundo programa mais visto do dia                |
| 6ª Gala  | 14,8%  | 34,8% | O programa mais visto no horário e o segundo programa mais visto do dia                |
| 7ª Gala  | 14,8%  | 33,7% | O programa mais visto no horário e o segundo programa mais visto do dia                |
| 8ª Gala  | 17,0%  | 37,9% | O programa mais visto no horário e o segundo programa mais visto do dia                |
| 9ª Gala  | 16,6%  | 35.9% | O programa mais visto no horário e o programa mais visto do dia                        |
| 10ª Gala | 15,5%  | 34,1% | O programa mais visto no horário e o segundo programa mais visto do dia                |
| Final    | 17.5%  | 42,2% | O programa mais visto no horário e o segundo programa mais visto do dia                |
| Melhor   | 17,5%  | 42,2% | O programa mais visto no horário e o segundo programa mais visto do dia                |

## Links
- Website Oficial